# Дянь хун
Дянь хун (кит. трад. 滇紅, упр. 滇红, пиньинь diānhóng) — китайский красный (согласно европейской классификации — чёрный) чай, считающийся весьма высококачественным.
Его основная отличительная особенность — преобладание золотистых почек, а также содержание в заварке для придания аромата личи, розы и лонгана. Цвет напитка — золотисто-оранжевый, запах — сладкий, но не вяжущий. Более дешёвые разновидности дянь хуна имеют более тёмный коричневый оттенок и очень горький вкус.
Китайская провинция Юньнань — родина дикого чая (камелии китайской). В данной провинции производят большинство китайских красных чаёв и пуэров.

## История
Из провинции Юньнань раньше обычно экспортировали рассыпной чай, напоминающий современный пуэр. Собственно, сорт дянь хун — относительно новая продукция этого региона, его производство начали в первой половине XX века.

## Способ заварки
Дянь хун лучше всего заваривать в посуде из фарфора или исинской глины, используя только что вскипячённую воду (t° от 90 до 100 °C). Нельзя допускать, чтобы чай перестоялся, иначе станет горьким и вяжущим, особенно если это дешёвый сорт.

## Разновидности

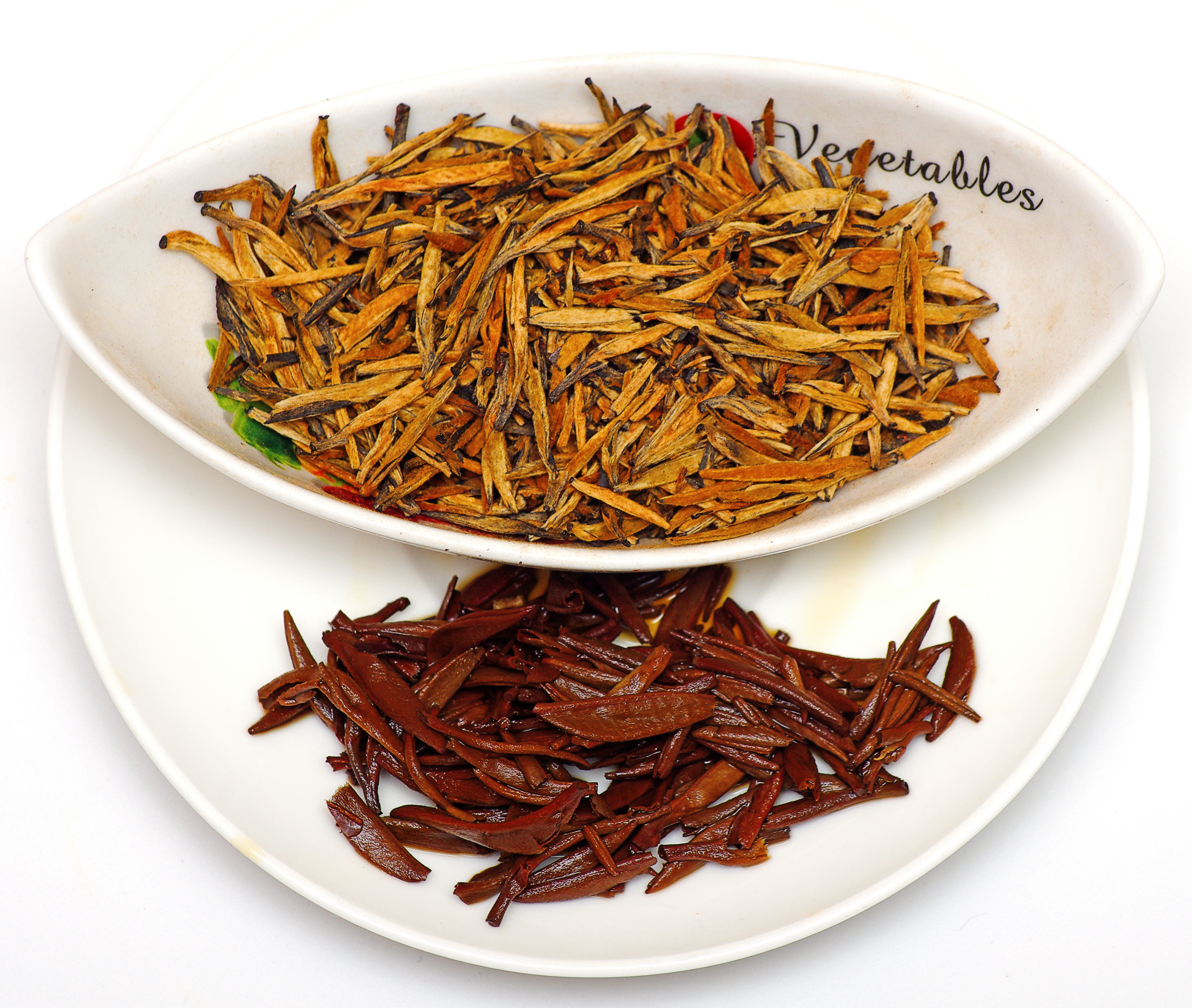
Золотой дянь хун

- Золотой дянь хунЛоманый дянь хун (滇紅碎茶; diānhóng suì chá) — дешёвый сорт, используемый в смесях. В нём очень мало золотистых почек, и он весьма горек. Заварка в основном чёрного цвета, с редкими золотистыми вкраплениями. Сам напиток красно-коричневый. Категория BOP.
- Золотой дянь хун (кит. трад. 滇紅工夫茶, упр. 滇紅, пиньинь diānhóng gōngfū chá) — сорт дянь хуна с относительно небольшим количеством чёрного листа, включающий в основном золотистые почки. По цене сходен с дянь хуном «чистое золото», но несколько отличается по вкусу, в нём не так заметна сладость, типичная для лучших сортов дянь хуна. Напиток оранжевого цвета. Категория — от OP до TGFOP.
- Дянь хун «чистое золото» (金芽滇紅; jīnyá diānhóng) — высший сорт дянь хуна. Содержит исключительно золотистые почки. Напиток ярко-красного цвета, со сладким вкусом и запахом. Категория — от TGFOP до SFTGFOP.